# تپه گینو
تپه گینو مربوط به هزاره دوم و یکم قبل از میلاد است و در شهرستان کامیاران، بخش مرکزی، روستای کره گل واقع شده است. این اثر در تاریخ ۱۰ دی ۱۳۸۱ با شمارهٔ ثبت ۶۹۰۹ به عنوان یکی از آثار ملی ایران به ثبت رسیده است.